# Nova Iguaçu FC
Der Nova Iguaçu Futebol Clube, in der Regel nur kurz Nova Iguaçu genannt, ist ein Fußballverein aus Nova Iguaçu im brasilianischen Bundesstaat Rio de Janeiro.
Aktuell spielt der Verein in der Staatsmeisterschaft von Rio de Janeiro. In dieser erreichte der Klub in der Saison 2024 erstmals das Finale.

## Erfolge
- Staatsmeisterschaft von Rio de Janeiro – 2nd Division: 2005, 2016
- Staatsmeisterschaft von Rio de Janeiro – 3rd Division: 1994
- Copa Rio: 2008, 2012
- Copa João Ellis Filho: 2005
- Olimpíada da Baixada Fluminense: 2005
- Campeonato Iguaçuano: 2005
- Segundo Turno do Estadual de Profissionais do Módulo Especial: 1996
- Primeiro Turno de Profissionais da Série Intermediária: 1995

## Stadion

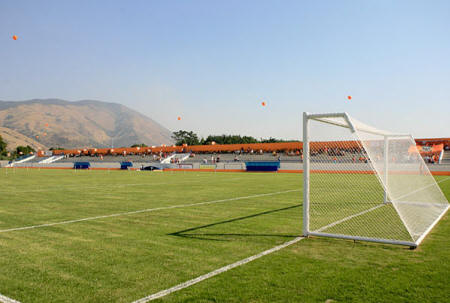
Estádio Jânio de Moraes

Der Verein trägt seine Heimspiele im Estádio Jânio de Moraes, auch unter dem Namen Laranjão bekannt, in Nova Iguaçu aus. Das Stadion hat ein Fassungsvermögen von 3500 Personen.

## Trainerchronik
Stand: Oktober 2024
| Trainer       | Nation    | von               | bis            |
| ------------- | --------- | ----------------- | -------------- |
| Edson Tavares | Brasilien | 1. Juli 2014      | 30. Juni 2016  |
| Eduardo Allax | Brasilien | 27. Oktober 2014  | 1. März 2015   |
| Renê Weber    | Brasilien | 3. März 2015      | 5. April 2015  |
| Edson Souza   | Brasilien | 3. Januar 2017    | 10. April 2017 |
| Edson Souza   | Brasilien | 15. Januar 2018   | 19. März 2018  |
| Carlos Vitor  | Brasilien | 28. Dezember 2020 |                |